# Abdurrahmân Badawî
Pour les articles homonymes, voir Badawi.
Abdurrahmân Badawî (en arabe : عبد الرحمن بدوي), né le 4 février 1917 à Sharabas, dans le sultanat d'Égypte et mort le 25 juillet 2002 au Caire, est un philosophe existentialiste égyptien, professeur de philosophie et poète. On[Qui ?] voit en lui le « principal maître de l'existentialisme arabe ». Il a signé plus de 150 travaux, dont 75 articles d'encyclopédie. Il écrivait aussi bien dans sa langue natale, l'arabe égyptien, qu'en arabe, en anglais, en espagnol, en français, en allemand et il lisait le grec ancien, le latin et le farsi.
Il est diplômé de l'Université égyptienne, au Caire, en 1938. Il a été l'élève de Louis Massignon. Sa thèse, sous la direction d'Alexandre Koyré, Le Problème de la mort dans la philosophie existentielle, inspire des générations de penseurs et d'intellectuels égyptiens. En 1940, dans son livre Greek Heritage in Islamic Civilisation, il estime que le clash des civilisations est inévitable et insolvable. Il pense qu'on ne peut comprendre la nature de la civilisation islamique qu'en l'évaluant en réaction à la civilisation grecque, celle-ci étant incapable de produire une analyse de l'esprit de celle-là. 
Il est à la tête du département de philosophie de l'Université de Benghazi depuis 1967 quand, en avril 1973, le colonel Mouammar Kadhafi le fait arrêter et fait brûler tous ses livres en public. Le président Anouar el-Sadate le fait libérer après 17 jours de détention dans les geôles libyennes. Il est Professeur  en Libye (1967-1973) puis au Koweït (1975-1982).
En français, on doit à Abdurrahmân Badawî la première édition de la sîra d'Ibn Ishaq/Ibn Hicham (traduction de l'édition de référence de Ferdinand Wüstenfeld, parue en 1858-1859), parue sous le titre Ibn Ishaq, Muhammad, introduction et notes par Abdurrahmân Badawî, éditions Al Bouraq (28 septembre 2001) : tome 1, 654 pages,  (ISBN 978-2-84161-153-9) ; tome 2, 608 pages,  (ISBN 978-2-84161-154-6). Sur le contenu de cette Sira, voir Tribus musulmanes et juives de Yathrib.